# Хаммурапі III
Хаммурапі III (*д/н — бл. 1600 до н. е.) — цар держави Ямхад близько 1625—1600 років до н. е.

## Життєпис
Походження є дискусійним. Одні дослідники розглядають його як сина Ярім-Ліма III, інші — як сина Аммітакума, царя Алалаха. Сина останнього дійсно звали Хаммурапі, але після захоплення Алалаха хетами згадки про нього щезають. Можливо, він перебрався до Халапу, а потім став царем Ямхаду.
Посів трон близько 1625 року до н. е. Мусив продовжити політику протистояння хетській державі. 1620 року до н. е. витримав запеклу облогу в столиці Халап. Смерть того ж року хетського царя Хаттусілі I призупинило військові дії.
Цар Ямхаду намагався скористатися ситуацією для відновлення військ, скарбниці і фортець, а також відновити владу над колишніми васалами й укласти нові антихетські союзи. Втім, напевне, не досяг успіху, оскільки близько 1600 року до н. е. внаслідок блискавичної кампанії хетське військо на чолі з царем Мурсілі I здобуло перемогу й невдовзі захопило Халап. Хаммурапі III потрапив у полон і, напевне, був страчений. Його син Ярім-Лім оголосив себе царем, але швидко зазнав поразки й втік до хуритів. Лише у 1594 році до н. е. Сарра'ел відновив державу та Халап.